# 信用産業
株式会社信用産業（しんようさんぎょう、Shinyosangyo. Co., Ltd.）とは、大分県別府市に本社を置く、ビデオ・DVD・CD・コミックのレンタル並びにリサイクル事業、携帯電話販売事業、漫画喫茶・インターネットカフェの複合カフェ事業を主な業務とする企業である。

## 沿革
- 1985年5月1日 - 株式会社信用産業設立。
- 2003年8月6日 - 複合カフェ事業に参入。メディアカフェポパイ大分駅前店を開店。
- 2003年10月3日 - メディアカフェポパイ天神北店（株式会社フューチャーマーケティング・株式会社よしみつとの共同運営）を開店。
- 2005年3月25日 - メディアカフェポパイ王子店（株式会社フューチャーマーケティングとの共同運営）を開店。
- 2007年8月11日 - スクリーン&Boo・ソフトランドジャングル・メディアカフェポパイわさだ店（複合店舗）を開店。

## 主な事業
- ビデオ・DVD・CD・コミックのレンタルビデオ・メディアリサイクル事業
  - 「スクリーン&Boo」（レンタル） 3店舗
    - 大分県：3店舗（わさだ店・別府本店・日出店）

  - 「ソフトランドジャングル」（メディアリサイクル） 2店舗
    - 大分県：2店舗（わさだ店・日出店）
- 携帯電話販売事業
  - 「auショップ」 1店舗
    - 大分県：1店舗（別府石垣）
- 漫画喫茶・インターネットカフェの複合カフェ事業
  - 「メディアカフェポパイ」 1店舗
    - 福岡県：1店舗（天神北店（フューチャーマーケティング・よしみつとの共同運営））